# Krasonice
Krasonice (en allemand : Krassonitz) est une commune du district de Jihlava, dans la région de Vysočina, en République tchèque. Sa population s'élevait à 216 habitants en 2024.

## Géographie
Krasonice se trouve à 15 km au sud-est de Telč, à 23 km au sud-ouest de Třebíč, à 32 km au sud de Jihlava et à 137 km au sud-est de Prague.
La commune est limitée par Nová Říše et Zdeňkov au nord, par Jindřichovice et Meziříčko à l'est, par Radkovice u Budče au sud, par Knínice au sud-ouest et par Červený Hrádek à l'ouest.

## Histoire
La première mention écrite de la localité date de 1286.

## Transports
Par la route, Krasonice se trouve à 15,5 km de Telč, à 34 km de Jihlava et à 165 km de Prague.